# Петрас
Петрас (на гръцки: Πετράς) е антично селище от времето на минойската цивилизация разположено в североизточната част на остров Крит, Гърция, в ном Ласити край едноименното село Петрас и на 2 km източно от съвременния град Сития.
Намира се на малък хълм до морския бряг. В миналото е голямо пристанище и търгува с Египет, Кипър, Угарит и др. Селището е имало дворец с обща площ 2800 m² снабден с дренажна система, двойни стълбища, колонада и изрисуван с красиви фрески. Петрас процъфтява в периода около 2000-1650 г. пр.н.е. и съществува до 1450 г. пр.н.е., когато е разрушен.
През XII-XIII в. на върха на хълма има гробище, от което към днешна дата са запазени 32 гроба.
Първите археологически разкопки се провеждат през 1900 г., а от 1985 г. и постоянни такива. През 2018 г. e разкрита недокосната минойска гробница на 4500 години. А една от най-ценните находки в Петрас е големият административен архив на двореца с плочки изписани с Линеар А.